# 금융자산
금융자산(Financial asset)은 예금, 채권, 기업 자본의 참여분 등 가치가 계약을 통해 파생되는, 무형자산이다. 금융자산은 보통 상품이나 부동산 등 유형자산보다 유동성이 더 크다.
금융자산의 반의어는 비금융자산이며 여기에는 부동산, 상품 등의 유형 자산과 저작권, 특허, 상표, 자료를 포함한 지식 재산권 등의 무형자산이 포함된다.

## 같이 보기
- 유가증권
- 재무회계
- 재무제표